# Tangier (Stany Zjednoczone)
Tangier – miasto w Stanach Zjednoczonych, w stanie Wirginia, w hrabstwie Accomack.